# Lincent
Lincent (nld. Lijsem, wa. Lîssin) – miejscowość i gmina (commune) w Belgii, w Regionie Walońskim, w prowincji Liège, w okręgu Waremme. 1 stycznia 2024 roku liczyła 3375 mieszkańców.

## Podział administracyjny
W skład gminy wchodzą dwie dzielnice (section):
- Pellaines (Pellen)
- Racour (Raatshoven)